# Francesco Maria Imperiale Lercari
Francesco Maria Imperiale Lercari (Genua, 4 juni 1629 - aldaar, 25 mei 1712) was een Italiaans edelman en was tussen 1683 en 1685 Doge van Genua.

## Biografie
De familie Imperiale heette oorspronkelijk Tartare en was afkomstig van de Krim.
In 1683 werd Francesco Maria Imperiale Lercari verkozen tot doge van Genua. In een poging onafhankelijk te blijven van het Hertogdom Savoye en met name Frankrijk stemde Genua toe om galeien voor de Spaanse vloot te bouwen. Toen Genua ook weigerde om Franse troepen op haar grondgebied toe te staan stuurde koning Lodewijk XIV van Frankrijk de republiek een ultimatum. In mei 1684 stuurde Lodewijk XIV een eskader naar Genua om beslag te leggen op de vier galeien en dat er ambassadeurs naar Versailles werden gestuurd om excuses aan te bieden. Genua weigerde dit waarop het bombardement startte waardoor de Genuezen gedwongen waren om zich over te geven.
Lodewijk XIV eiste vervolgens dat de doge hoogstpersoonlijk zijn excuses kwam aanbieden. Door de wetten van Genua kon de doge de stad niet verlaten, maar de Republiek besloot voor eenmalige uitzondering. Op 15 mei 1685 bood Lercari namens zijn stad de excuses aan in de Spiegelzaal aan de Zonnekoning. De doge verbleef in totaal tien dagen in Versailles en bij zijn vertrek kreeg hij diverse geschenken mee, waaronder een paar gobelins.